# Lavoslav Planinšek
Lavoslav Planinšek, slovenski častnik, podjetnik, Maistrov borec in član organizacije TIGR, * 5. januar 1893, Pevma pri Gorici, † 30. december, 1941, Draga pri Begunjah na Gorenjskem. 

## Življenje in delo
Gimnazijo in licej je končal v Gorici. Med 1. svetovno vojno je bil častnik 
Avstro-ogrske vojske, kasneje pa se je pridružil generalu Maistru v bojih na Koroškem. Po demobilizaciji se je zaposlil pri takratni jugoslovanski carini, kasneje pa ustanovil samostojno špedicijsko podjetje na Jesenicah. Bil je dolgoletni predsednik primorskega emigrantskega društva Soča, v katerem so bili združeni primorski emigranti z Jesenic in Radovljice. Društvo je štelo okoli 200 članov, od katerih je bilo kasneje okoli 50 aktivnih udeležencev narodnoosvobodilne borbe. Glavna Planinškova zasluga je, da je številnim primorskim emigrantom nudil poleg moralne tudi finančno pomoč in jim v mejah možnosti priskrbel tudi zaposlitev. Društvo Soča je tesno sodelovalo s protifašistično organizacijo Rdeča pot Primorske. Na pritisk Kraljevine Italije in Nemčije je bilo društvu Soča na Jesenicah junija 1940 prepovedano delovanje.
Planinšek je bil skupaj z bratrancem Karlom Širokom aktiven član organizacije TIGR, kar sta oba plačala z življenjem. Planinška je Gestapo aretiral 6. maja 1941. Nekaj dni je bil zaprt na Jesenicah, nato pa so ga odpeljali v Celovec. Tam je bil zaprt 7 mesecev. 29. decembra 1941 so ga skupaj z Nikolajem Loncnerjem prepeljali v begunjske zapore. Naslednji dan so oba brez sodne obravnave ustrelili v Dragi pri Begunjah. Na grobišču talcev v Dragi je bil to tretji grob. Kot zavedna primorska Slovenca in protifašista sta postala ena od prvih okupatorjevih žrtev na Gorenjskem, bratranec in sodelavec Karel Širok pa je bil ustreljen le nekaj dni kasneje.